# Healy Lake (Alaska)
Healy Lake es un lugar designado por el censo ubicado en el Área censal de Southeast Fairbanks en el estado estadounidense de Alaska. En el Censo de 2010 tenía una población de 13 habitantes y una densidad poblacional de 0,07 personas por km².

## Geografía
Healy Lake se encuentra en las coordenadas 64°1′45″N 144°38′11″O / 64.02917, -144.63639. Según la Oficina del Censo de los Estados Unidos, Healy Lake tiene una superficie total de 194.36 km², de la cual 172.91 km² corresponden a tierra firme y (11.04%) 21.45 km² es agua.

## Demografía
Según el censo de 2010, había 13 personas residiendo en Healy Lake. La densidad de población era de 0,07 hab./km². De los 13 habitantes, Healy Lake estaba compuesto por el 15.38% blancos, el 0% eran afroamericanos, el 84.62% eran amerindios, el 0% eran asiáticos, el 0% eran isleños del Pacífico, el 0% eran de otras razas y el 0% pertenecían a dos o más razas. Del total de la población el 0% eran hispanos o latinos de cualquier raza.

## Localidades adyacentes
El siguiente diagrama muestra a las localidades más próximas a Healy Lake.